# Virus nou
Un virus nou és un virus que no s'ha registrat anteriorment. Pot ser un virus aïllat del seu reservori natural o aïllat com a resultat de la propagació a un hoste humà o animal on el virus no s'havia identificat abans. Pot ser un virus emergent, que representi un virus nou, però també pot ser un virus existent que no s'hagi identificat prèviament.
Un exemple de virus nou és el SARS-CoV-2, causant de la COVID-19.